# Nemawashi
Nemawashi (根回し?) nella cultura giapponese è quel processo informale che silenziosamente sostiene le fondamenta di qualche cambiamento o progetto pianificato, parlando con le persone che se ne occupano, dando loro supporto e consigli, in maniera continuativa. È considerato un elemento importante in ogni grande cambiamento prima che ogni passo formale venga effettuato, e il nemawashi di successo permette cambiamenti effettuati con il consenso di tutte le parti.
Nemawashi letteralmente si traduce con "lavorare attorno alle radici", dalle parole ne (根? "radice") e mawasu (回す? "muoversi intorno [qualcosa]"). Il suo significato originale era letterale: scavare attorno alle radici di un albero, prepararlo a essere trapiantato.
Il nemawashi è spesso citato come un esempio di una parola giapponese difficile da tradurre efficacemente, perché strettamente correlata a quella cultura.